# Mario Tchou
Mario Tchou-Wang-Li (traditionelles Chinesisch: 馬里奧·朱; vereinfachtes Chinesisch: 马里奥·朱; * 26. Juni 1924 in Rom; † 9. November 1961 bei Santhià) war ein taiwanischer Ingenieur. Er war ein Pionier der Informationstechnologie in Italien und entwickelte den ersten kommerziellen elektronischen Rechner der Welt mit Transistoren.

## Leben und Werk

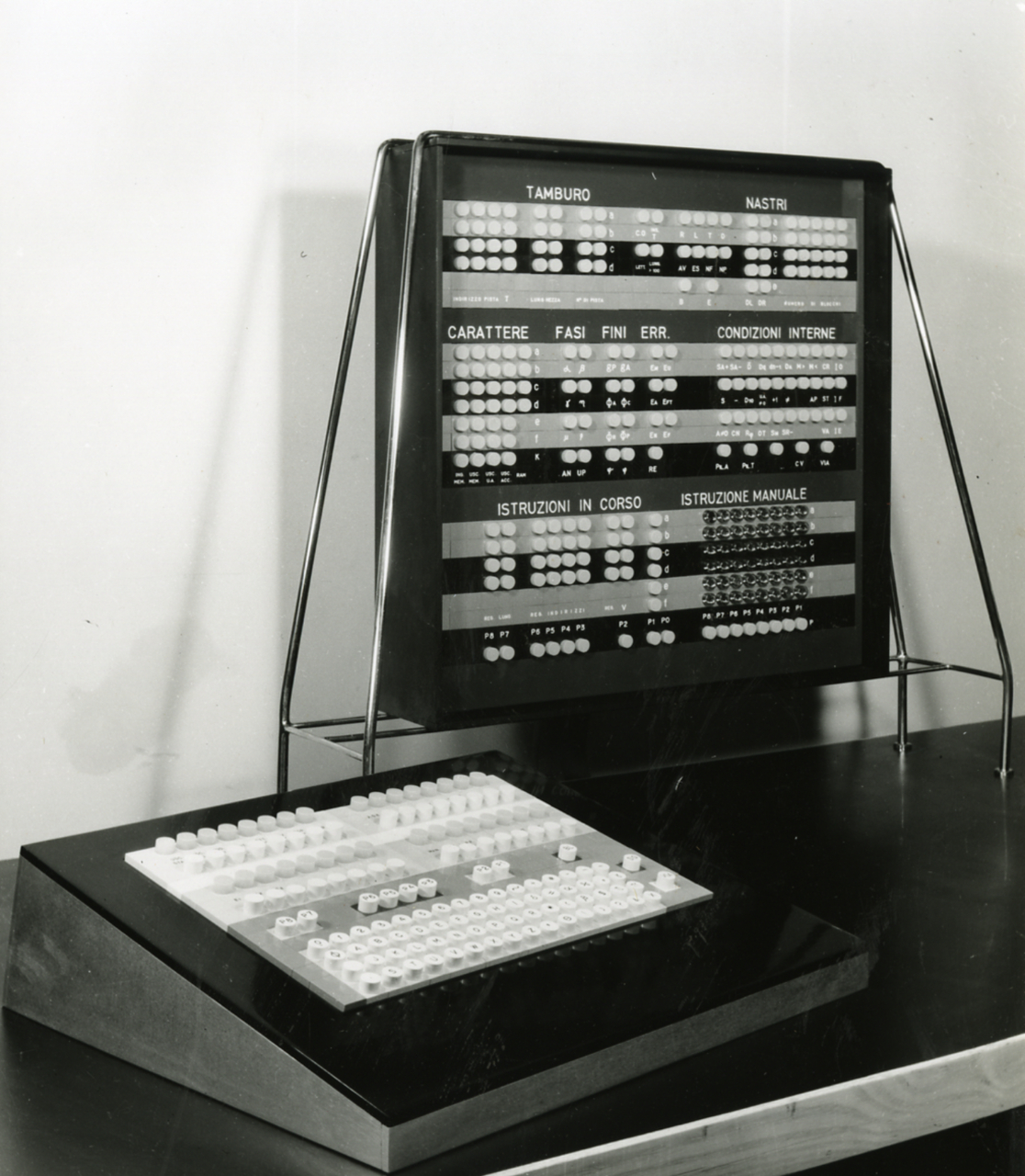
Elea 9001

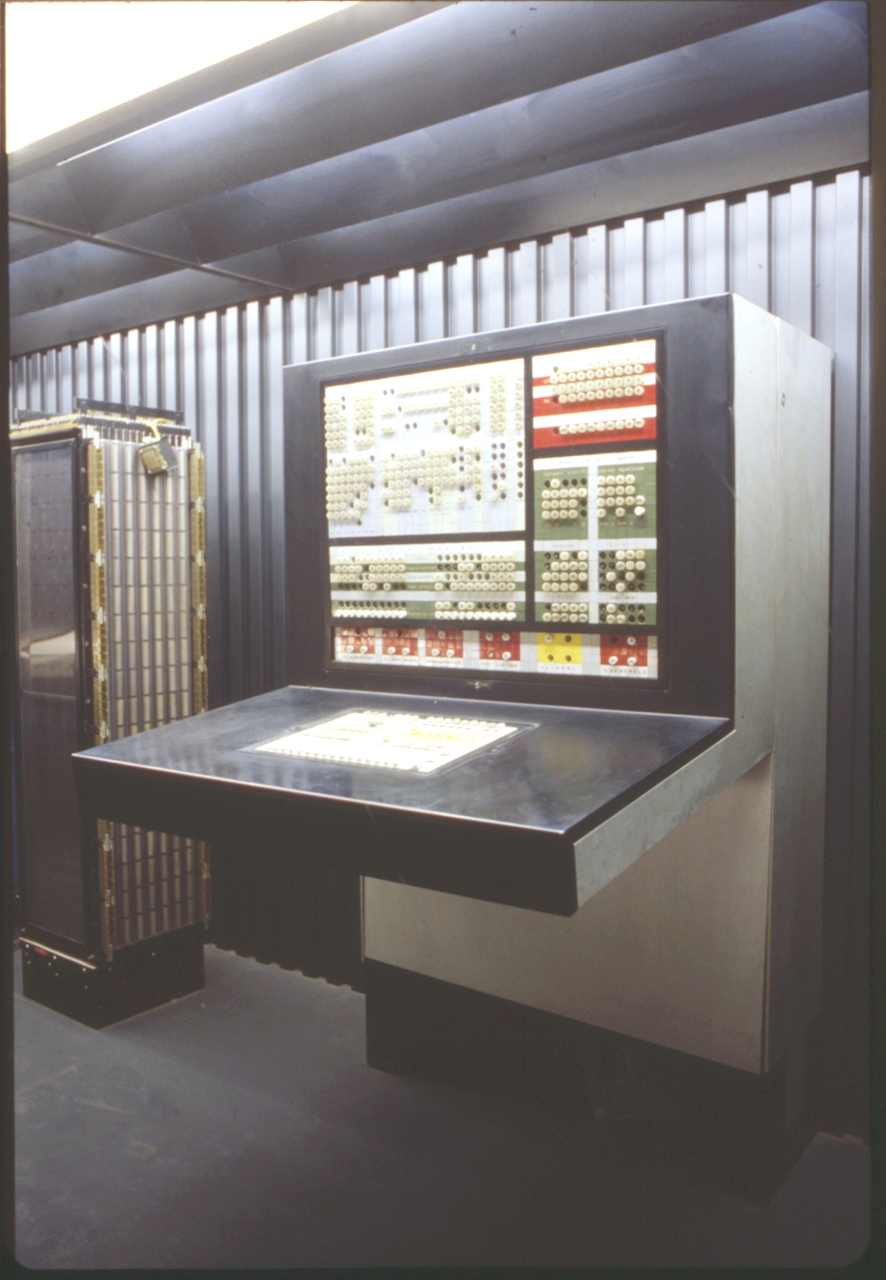
Steuerkonsole für das System Olivetti ELEA 9003 im Mailänder Wissenschafts- und Technologiemuseum

Tchou war eines von drei Kindern von Yin Tchou und Evelyn Wang. Sein Vater war während des Ersten Weltkriegs auf der Suche nach Maschinen zur Seidenherstellung von China nach Italien gezogen und hatte dank seiner Italienischkenntnisse 1918 eine Anstellung bei der chinesischen Botschaft in Rom erhalten. Die Familie lebte sich in Italien ein, legte aber nie ihre chinesischen Wurzeln ab. Tchou, der Zeit seines Lebens einen Pass der Republik China besaß, erwarb 1942 seine Matura am humanistischen Gymnasium „Torquato Tasso“. Anschließend schrieb er sich im Studiengang Wirtschaftsingenieurwesen, Sektion Elektrotechnik, an der Universität La Sapienza in Rom ein. Nachdem er ein Stipendium erhalten hatte, zog er nach Washington, D. C., wo er 1947 den Bachelor of Electrical Engineering an der Katholischen Universität von Amerika erhielt. Im selben Jahr zog er nach New York City, wo er am Manhattan College lehrte. 1949 erwarb er den Master of Science an der New York University Tandon School of Engineering in Brooklyn mit einer experimentellen Arbeit mit dem Titel Ultrasonic Diffraction.
Im selben Jahr heiratete er in New York Mariangela Siracusa, die sich 1946 in den Vereinigten Staaten aufhielt, um an der Columbia University zu studieren. Nach der Trennung von seiner ersten Frau heiratete er 1955 deren Cousine, die Malerin Elisa Montessori, mit der er zwei Töchter bekam.
Ab 1950 war er als Berater für die Branche Fernsehgeräte und elektronische Komponenten tätig bei der Rechtsanwaltskanzlei Ostrolenk Faber, die sich auf den Urheberrechtsbereich spezialisiert hatte. 1952 wurde er Assistenzprofessor für Elektrotechnik an der Columbia University. Hier leitete er auch das Marcellus Hartley Laboratory, ein Forschungslabor im Bereich Elektrotechnik und Elektronik.

## Leitung des ELEA-Projektes bei Olivetti
1954 lernte er Adriano Olivetti in der amerikanischen Zentrale von Olivetti persönlich kennen. Olivetti schlug Tchou vor, nach Italien zurückzukehren, um die Leitung des Olivettis Electronic Research Laboratory (LRE) in Barbaricina bei Pisa zu übernehmen. So entstand das Programm zum Bau des ersten italienischen Computers, das ELEA-Projekt. Das Akronym ELEA stand für Elaboratore Elettronico Aritmetico und wurde mit Bezug auf die antike griechische Kolonie Elea, Heimat der eleatischen Schule des Philosophen Parmenides, ausgewählt. Das Projekt des ersten italienischen Computers entstand als Joint Venture mit der Universität Pisa, die auf Anregung von Enrico Fermi nicht unerhebliche Ressourcen für die Entwicklung eines Computers bereitgestellt hatte.
Tchou führte persönlich Hunderte von Vorstellungsgesprächen, um die für die Besetzung des Labors erforderlichen Ingenieure, Mathematiker und Physiker einzustellen, wobei er die jüngsten und enthusiastischsten Kandidaten bei der Auswahl bevorzugte. Nach nur zwei Jahren entwickelte sein Team im Jahr 1957 den ersten Prototyp Zero, der später ELEA 9001 genannt wurde. Es war ein Prototyp mit Röhren und mit einem Germaniumtransistorteil zur Verwaltung des Speichers. Dieser wurde in der Olivetti-Fabrik in Ivrea zur Automatisierung der Lagerverwaltung verwendet. Ende 1957 brachte die Gruppe den ELEA 9002 auf den Markt, der immer noch auf Röhren basierte, aber auch Siliziumtransistoren für die Speicherverwaltung verwendete.
Die Projektentwicklung war damit abgeschlossen; das Barbaricina-Zentrum wurde geschlossen und Tchous Gruppe zog nach Borgolombardo bei Mailand. Im Jahr 1959 gelang es dem Team um Tchou, den Elea 9003 zu entwickeln, Italiens ersten reinen Transistor-basierten Computer. Für die damalige Zeit war es ein hochmodernes Produkt, das einige Monate vor dem ähnlichen Prototyp von IBM auf den Markt kam. Das Design stammte von Ettore Sottsass, der eine ergonomisch geformte Konsole mit leicht erreichbaren Bedienelementen schuf. Der Computer wurde 1959 auf der Mailänder Messe ausgestellt und symbolisch dem Staatspräsidenten Giovanni Gronchi übergeben.
1960 wurde der Elea 6001 produziert, ein kleinerer und preisgünstigerer Rechner, der auf wissenschaftliche Anwendungen ausgerichtet war und auf Nutzer wie Universitätsinstitute, Behörden und mittlere Industriebetriebe zielte.

## Tod
Am 27. Februar 1960 erlitt Adriano Olivetti im Alter von 59 Jahren in einem Zugabteil einen tödlichen Schlaganfall. Am 9. November 1961 starb auch Mario Tchou bei einem Verkehrsunfall in der Nähe von Santhià, vor der Präsentation des Elea 6001. Aber Tchous Team von Ingenieuren, nun angeführt von Tchous rechter Hand, Pier Giorgio Perotto, baute ein kleineres, leistungsstärkeres Modell, das sich als der erste echte Desktop-Computer erwies. Es hieß Programma 101, und als es 1965 auf einer Ausstellung in New York präsentiert wurde, berichteten die New York Times und das Wall Street Journal darüber auf den Titelseiten. Hewlett-Packard kaufte 100 Einheiten und kam bald darauf mit einem ähnlichen Modell auf den Markt. Die Firma Olivetti klagte gegen HP und gewann. Wenig später machten aber Banken für neue Kredite an Olivetti den Verkauf der Elektroniksparte an General Electric zur Bedingung. Die Firma Olivetti verließ damit den Elektronikbereich.
Um den Tod Tchous rankten sich bald Gerüchte. Carlo De Benedetti äußerte 2013 in einem Interview, dass Tchou vom US-amerikanischen Geheimdienst getötet worden sei. Laut Benedetti habe es Gerüchte darüber schon gegeben, als er 1978 bei Olivetti einstieg. In einem Interview mit Walter Veltroni sagte Elisa Montessori, dass es für einen Mordanschlag auf ihren Mann keine Beweise gebe. Sie unterstrich aber, dass der Verkauf des Elektronikbereichs von Olivetti an General Electrics einem industriellen und finanziellen Komplott gleichgekommen sei, mit dem Olivetti und Italien zugunsten US-amerikanischer Interessen geschwächt wurde.